# Јосип Рајл-Кир
Јосип Рајл-Кир (25. јул 1955, село Сирач, код Дарувара — 1. јул 1991, Тења, код Осијека) је био заповедник осјечке полиције.
Почетком рата у Хрватској, убио га је хрватски полицајац , члан ХДЗ-а, Антун Гудељ јер је спроводио мирну политику за решавање спорова са Србима, што није одговарало тадашњем хрватском поглавару Бранимиру Главашу, због чега је на њега извршен атентат 1. јула 1991.

## Биографија
На дужност заповедника полиције у Осијеку постављен је након првих вишестраначких избора, 1990. године. Био је мирољубив, љутили су га неразумни испади и с хрватске и са српске стране те је пожртвовано настојао да спречи отворени рат у источној Славонији. Чинио је то сопственим примером — сам и ненаоружан одлазио је на барикаде српских устаника око Осијека, покушавајући да преговара са њима. Неколико недеља пре него што је убијен, у Тењи је лично разоружао свог накнадног убицу Антуна Гудеља, једног од хрватских екстремиста. Такво понашање није наишло на прихватање екстремног огранка ХДЗ-а. Постоје новински извештаји у којима се тврди да је Бранимир Главаш на Божић 1990. у ужем кругу изјавио како Рајл-Кир неће још дуго.
Убијен је 1. јула 1991, око 13.30 сати, на прилазима приградском осјечком насељу Тењи, заједно с још двоје особа. Убио га је хрватски полицајац Антун Гудељ. Само убиство, упркос каснијем суђењу убици, никада није до краја расветљено. Неки сматрају да Јосип Рајл-Кир није убијен случајно, него зато што се противио рату. Његово је убиство организовао екстремни огранак ХДЗ-а у Осијеку, наводно у договору са Загребом.
Гудеља нико није сменио, премда је усмртио заповедника осјечке полиције, потпредседника осјечког Градског вијећа Горана Зобунџију и градског посланика Милана Кнежевића, а Мирка Тубића ранио. Три дана боравио је код брата у Осијеку, потом отишао у Загреб те мирно напустио Хрватску. Потернице није било до 1993; балистичко вештачење обављено је тек 1996. Антуну Гудељу је било трипут суђено за убиство начелника Рајла-Кира, Зобунџије и Кнежевића.
У одсутности, Гудељ је 1994. осуђен на 20 година затвора, на Жупанијском суду у Осијеку. На темељу оптужнице, 19. новембра 1995, ухваћен је у франкфуртском аеродрому и изручен Хрватској. Две године касније (1997), на предлог судије Ружице Шамоте, која га је 1994. осудила, Врховни суд Републике Хрватске ослобађа Гудеља, на темељу Закона о амнестији, иако тај закон обухвата само наоружане људе који нису никога убили, а никако не и оне за које је потврђено да су починили ратни злочин или тешко кривично дело, што троструко убиство сигурно представља. Гудељ потом одлази у Аустралију.
Рајл-Кирова супруга, Јадранка Кир, међутим, без чије би упорности цијели случај вјероватно био заташкан, не одустаје од настојања да докаже како је њен супруг убијен због својег миродопства. Подноси уставну тужбу, а активира се и у политици те на листи СДП-а 3. јануара 2000. улази у Хрватски сабор. Годину касније Уставни суд укида дотадашње пресуде, одређујући да се случај има вратити на почетак. Смену власти из 2003. Јадранка Кир дочекала је резигнирана и разочарана, без наде да ће ХДЗ-ова влада било шта учинити како би Гудеља довела пред суд. Није пуно погрешила: нови захтев за изручење Гудеља Министарство правде поднело је тек 30. септембра 2005, без било какве координације с МУП-ом. Аустралијске власти су га на лето 2007. изручиле Хрватској, а у октобру је исте године почело ново, треће суђење.
Захваљујући само вишегодишњој упорности удовице Јадранке Кир, и након низа политичко-правосудних перипетија, Гудељу је у мају 2009. изречена казна затвора од 20 година. Међутим, ни Државно одвјетништво, ни суд нису показали никакву вољу да открију и казне оне који су наводили Гудеља да почини та убиства. Истражна тела су игнорисала и писмо које је Кирова удовица примила од хрватског исељеника из Сиднеја. Тај исељеник писао је како му се Гудељ, након што је одбегао из Хрватске, поверио да је Рајл-Кира убио по заповести Гојка Шушка и Владимира Шекса, а у организацији Бранимира Главаша. Гудељ се у Аустралији, према томе писму, хвалио да му је у бегу из Хрватске након Кировог убиства помогао управо Бранимир Главаш, који га је аутомобилом пребацио до аустријске границе. Хрватски истражни органи нису озбиљно третирала ни исказ Ангелине Ратковић, становнице Тење, испред чије су куће 1. јула 1991. убијени Рајл-Кир, Зобунџија и Кнежевић. А Ангелина Ратковић је хрватској полицији испричала да је 1. јула 1991. кроз прозор своје куће видела наоружаног мушкарца како распоређује заседу, која ће нешто после дочекати Киров аутомобил, и љутито прекорава речима: „Идиоти једни, како сте се то распоредили, побит ћете један другога!“ Неколико дана касније, истог мушкарца Ангелина Ратковић је видјела на ХРТ-у, а представљен је као Бранимир Главаш.